# Anne Marie Malone
Anne Marie Malone, född 28 juli 1960, är en friidrottare från Kanada. Hon deltog vid olympiska sommarspelen 1984.